# Odo Otin
Odo Otin è una delle trenta aree a governo locale (local government area) in cui è suddiviso lo stato di Osun, in Nigeria.
Estesa su una superficie di 294 chilometri quadrati, conta una popolazione di 134.110 abitanti.